# Push It To The Limit
Push It To The Limit és una cançó de R&B/dance cantada per Corbin Bleu, un jove cantant-actor estatunidenc molt associat a la companyia de Walt Disney i als seus projectes. Estrenada al novembre de 2006, va ser la cançó més descarregada en iTunes Music Store durant la primera setmana de gener. La cançó va arribar a la 14a posició del Billboard Hot 100.
Va ser creada per a promoure la pel·lícula de Disney Jump In!, i forma part de la seva banda sonora, tot i que també apareix a l'àlbum Another Side, de Corbin Bleu.